# Андреев, Александр Егорович
Алекса́ндр Его́рович Андре́ев (род. 13 июля 1956, Алёховщина, Ленинградская область) — советский и российский математик, доктор физико-математических наук (1985). С 1993 года является профессором кафедры математической теории интеллектуальных систем механико-математического факультета.

## Биография
Родился 13 июля 1956 года в с. Алеховщина Лодейнопольского района Ленинградской области. В 1960 году семья переехала в Пензу, где А. Е. Андреев окончил среднюю школу. В 1978 году с отличием окончил Московский государственный университет, специализировался по математической теории интеллектуальных систем. В студенческое время начал изучать тему, которая впоследствии станет главной для его будущей научной работы. В 1981 году защитил кандидатскую диссертацию «О качественных и метрических свойствах тестовых алгоритмов».
В 1981—1984 голах— младший научный сотрудник механико-математического факультета МГУ, в 1984—1987 гг. — старший научный сотрудник, с августа 1987 — ведущий научный сотрудник. С 1985 года занимает должность профессора, доктор физико-математических наук (диссертация «О синтезе функциональных сетей»).
В 1987 году переведён в ВолГУ на должность старшего преподавателя кафедры вычислительной математики. В 1988 году — декан математического факультета. В 1990 году, после открытия лаборатории прикладной кибернетики при кафедре прикладной математики, стал заведующим этой лабораторией. В 1991 г.
заведовал кафедрой дискретной математики, был проректором по научной работе ВолГУ. В 1992 году был освобождён от должности проректора по собственному желанию, переведён на должность заведующего кафедрой дискретной математики. Заведовал лабораторией распознавания образов и экспертных систем. В 1992 году присвоено звание профессора по кафедре дискретной математики.
В апреле 1993 года вернулся в МГУ. В настоящее время является профессором кафедры математической теории интеллектуальных систем механико-математического факультета МГУ.
Известность приобрёл благодаря труду «Дискретная математика, теория сложности схем и алгоритмов, распознавание образов». После её публикации занял пост заместителя главного редактора известного журнала «Интеллектуальные системы».
Круг его интересов достаточно многообразен. Из-за трудолюбия смог самостоятельно построить первый пример булевской математической функции. На данный момент она занимает одну из главных сложностей в классе определённых монотонных схем и функциональных элементов.

## Научная деятельность
В конце 20-века им было впервые опубликован труд, в котором было показано, что почти все матрицы имеют своё реально растущее число, которое по нынешний день до сих пор растет из-за своей актуальности и востребованности.
Им были построены асимптотически оптимальные процедуры для построения важнейших семейств тестов, которые также остаются известными.
В 1990-х годах А. Е. Андревым был разработан градиентный метод поиска д.н.ф., близких к минимальным, для почти всех булевых функций. Данный метод пользуется большим спросом у нынешних студентов факультета математических технологий. Этот метод имеет логарифмическую сложность по отношению к тем, которые были традиционно используемы.
На момент своей научной деятельности он написал одну из самых главных научных работ, темой которой является «О качественных и метрических свойствах тестовых алгоритмов». Тема его докторской диссертации: «О синтезе функциональных сетей».
За время своего обучения и практики в стенах московского университета, сумел подготовить 4-х кандидатов наук.
На момент своего преподавания в Московском государственном университете написал и опубликовал около 40 научных работ и более 100 патентов США по синтезу чипов.
Основными и известными его работами являются: «Андреев А. Е., Гасанов Э. Э. , Кудрявцев В. Б. Теория тестового распознавания», «Андреев А. Е., Кудрявцев В. Б. О сложности алгоритмов», а также «Андреев А. Е., Кудрявцев В. Б. Теория тестового распознавания».
Менее известными его работами являются: «Андреев А. Е. , Часовских А. А. Автоматная сложность формул в базисах из двухвходовых элементов», «Андреев А. Е., Вихлянцев И.A. О сложности нумерации» и «Андреев А. Е. Почти оптимальное протекающее множество».
Все его работы пользуются большой известностью и распространённостью как среди студентов математических факультетов, так и среди профессоров и докторов математических наук.
В 2021 году совместно с другими известными учёными выпустил учебник по дискретной математике, а именно по прикладным задачам и сложностям алгоритмов.

## Научные труды
Является автором более 40 научных работ и более 100 патентов США по синтезу чипов.
Сформулировал тезисы докладов 8-й Всесоюзной конференции по проблемам теоретической кибернетики.
Опубликовал тезисы докладов 7-й Всесоюзной Международной конференции «Основы теории вычислений».